# Pawlowski Possad
Pawlowski Possad (russisch Па́вловский Поса́д, auch Pawlow-Possad) ist eine Stadt in Russland mit 63.711 Einwohnern (Stand 14. Oktober 2010). Sie liegt in der Oblast Moskau am Fluss Kljasma und an der Bahnstrecke Moskau–Wladimir–Nischni Nowgorod, rund 68 km östlich von Moskau.

## Geschichte

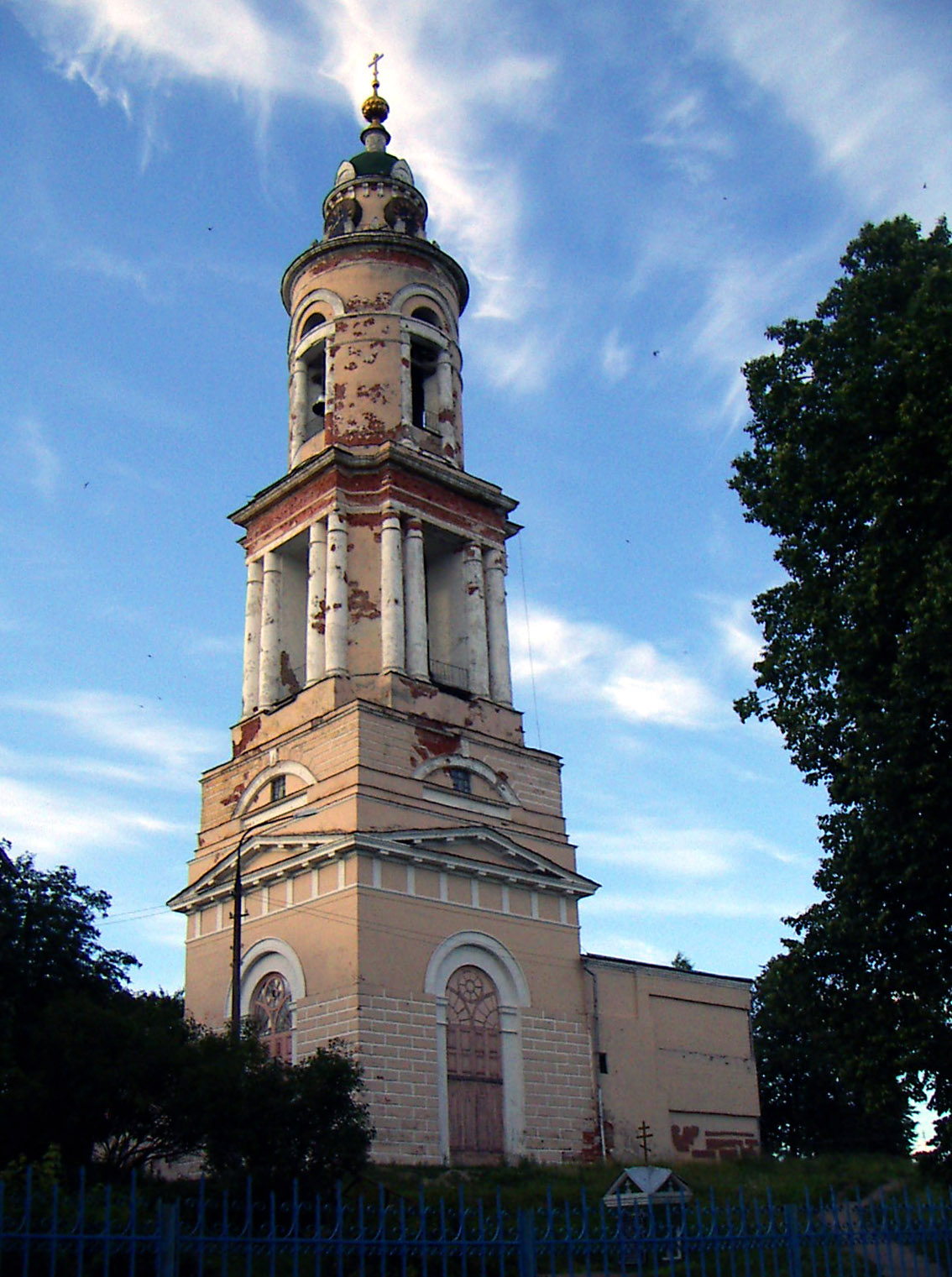
Der Glockenturm der Auferstehungskathedrale in Pawlowski Possad

Der Ort entstand als Dorf Pawlowo bereits um 1328. Im 18. Jahrhundert entwickelte sich hier die Textilindustrie, die sich im Laufe der Jahrzehnte auch außerhalb des Ortes einen Namen gemacht hatte. Dies führte zu einem regen wirtschaftlichen Aufschwung durch den Handel mit den hier produzierten Erzeugnissen. 1844 schloss sich Pawlowo mit einigen benachbarten Dörfern zu einem Ort zusammen. Dieser erhielt zugleich den Status einer Stadt innerhalb des Moskauer Gouvernements zuerkannt. Der neue Name Pawlowski Possad bedeutete so viel wie Pawlowoer Vorstadt. Bis Anfang des 20. Jahrhunderts wuchs die Stadt um weitere Industriebetriebe, die meisten davon waren Textilfabriken. Auch heute noch genießen die in Pawlowski Possad produzierten Tücher und Schals einen guten Ruf.

### Bevölkerungsentwicklung
| Jahr | Einwohner |
| ---- | --------- |
| 1897 | 10.000    |
| 1926 | 20.850    |
| 1939 | 42.821    |
| 1959 | 55.025    |
| 1970 | 66.443    |
| 1979 | 70.258    |
| 1989 | 71.297    |
| 2002 | 61.982    |
| 2010 | 63.711    |

Anmerkung: Volkszählungsdaten (1897 gerundet)

## Wirtschaft und Verkehr
Die Textilindustrie dominiert bis heute das wirtschaftliche Leben der Stadt. Der bekannteste Betrieb ist dabei die Pawlow-Possader Tuchmanufaktur, die aus der von Bauer Iwan Labsin 1795 gegründeten Seidentuchfabrik hervorgegangen ist. Daneben existieren in Pawlowski Possad eine Ziegelei, ein Nahrungsmittelbetrieb und einige andere kleinere Fabriken. Auch wenn in der Umgebung der Stadt vor allem Landwirtschaft betrieben wird, siedelt sich zunehmend Industrie an (z. B. ein weiterer Standort der BASF Coatings).
Die Stadt hat einen Bahnhof, an dem Nahverkehrszüge unter anderem aus und nach Moskau (Kursker Bahnhof) sowie Wladimir halten.

## Sehenswürdigkeiten
- Wassili-Kloster
- Glockenturm der Auferstehungs-Kathedrale (letztere ist selbst nicht erhalten)
- Museum der russischen Tuchproduktion

## Söhne und Töchter der Stadt
- Nikita Kondratjew (1915–1986), Theater- und Filmschauspieler
- Wjatscheslaw Tichonow (1928–2009), Schauspieler
- Waleri Bykowski (1934–2019), Kosmonaut
- Robert Weber (1938–2009), russlanddeutscher Schriftsteller und Übersetzer
- Natalja Petrusjowa (* 1955), Eisschnellläuferin
- Alexei Medwedew (* 1977), Fußballspieler
- Anastassija Gorejewa (* 1999), Biathletin